# Percy Lavon Julian
Percy Lavon Julian (ur. 11 kwietnia 1899 w Montgomery, zm. 19 kwietnia 1975 w Waukegan) – amerykański chemik.

## Życiorys
Urodzony 11 kwietnia 1899 roku w Montgomery, wnuk wyzwolonych niewolników. Jego rodzice poznali się w szkole Lincoln Normal School (obecnie Alabama State University). Uczęszczał do szkoły podstawowej, ale nie podjął nauki w liceum z powodu braku szkoły dla czarnych. Zapisał się na DePauw University w Greencastle w Indianie, a wiedzę licealną potrzebną do zdania egzaminów wstępnych zdobył we własnym zakresie. Ukończył college na pierwszym miejscu w grupie. Po studiach został wykładowcą chemii na Fisk University. Odszedł z pracy w 1923 roku, gdy otrzymał stypendium Harvard University, dzięki czemu zdobył tytuł magistra. Uczelnia nie pozwoliła mu jednak na zrobienie doktoratu. Przez kilka lat podróżował, ucząc w college'ach dostępnych dla czarnych (m.in. West Virginia State College i Howard University), po czym w 1929 roku wstąpił na Uniwersytet Wiedeński, by obronić pracę doktorską (1931 r.). Był pierwszym Afroamerykaninem, który zrobił doktorat z chemii.
Z doktoratem powrócił na DePauw University, by kontynuować karierę naukową (1932–1935). W 1935 roku zdobył międzynarodowe uznanie za zsyntetyzowanie fizostygminy z bobotrutki trującej, co pozwoliło stworzyć nowy lek na jaskrę. Pomimo sukcesu uczelnia odmówiła mu posady profesora ze względu na rasę. Chcąc odejść z uczelni, zaczął starać się o pracę w przemyśle chemicznym, ale wielokrotnie odmówiono mu angażu z powodów rasowych. Ostatecznie został szefem laboratorium w Glidden Company (1936).
W nowej pracy miał opracować farby na bazie soi, jednak na początku lat 1940. wynalazł pianę do gaszenia pożarów olejów i benzyn powstałą z wykorzystaniem białka sojowego. W czasie II wojny światowej była ona wykorzystywana przez załogi okrętów.
Kontynuował także badania biomedyczne i odkrył sposób ekstrakcji steroli z nasion soi oraz opracował sposób syntezy progesteronu i testosteronu. Opracował także sposób syntezy kortyzonu, używanego w leczeniu reumatoidalnego zapalenia stawów. łącznie posiadał ponad 100 patentów.
Julian odszedł z Glidden w 1953 roku i założył rok później własne laboratorium, nazwane Julian Laboratories. W 1961 r. sprzedał firmę za 2 mln dolarów, stając się jednym z pierwszych czarnych milionerów. Następnie ufundował organizację nonprofit Julian Research Institute, w której pracował do końca życia.
Był pierwszym czarnym chemikiem wybranym do National Academy of the Sciences (1973 r.). W 1990 r. został wybrany do National Inventors Hall of Fame, a w 1999 roku jego sytenza fizostygminy została przez American Chemical Society uznana za jedno z 25 największych osiągnięć w historii amerykańskiej chemii.
Żonaty z Anną Roselle od 1935 roku, para miała dwoje dzieci.
Zmarł z powodu nowotworu wątroby 19 kwietnia 1975 roku.